# Кукурудзяне
Кукуру́дзяне (до 1948 — Тайма́з, крим. Taymaz) — село Білогірського району Автономної Республіки Крим. Населення 66 осіб (2014).

## Населення
Згідно з переписом УРСР 1989 року чисельність наявного населення села становила 170 осіб, з яких 76 чоловіків та 94 жінки.
За переписом населення України 2001 року в селі мешкало 229 осіб.

### Мова
Розподіл населення за рідною мовою за даними перепису 2001 року:
| Мова              | Відсоток |
| ----------------- | -------- |
| кримськотатарська | 35,47 %  |
| російська         | 33,76 %  |
| українська        | 21,37 %  |
| білоруська        | 0,43 %   |
| вірменська        | 0,43 %   |
| інші              | 8,54 %   |